# Arrows
Arrows Grand Prix International (ou apenas Arrows) foi uma equipe de Fórmula 1 que esteve em atividade entre 1978 e 2002. Vendida em 1991, se chamou, deste ano até 1996, de Footwork.
Foi fundada em 1977, por Franco Ambrosio (A), Alan Rees (R, Rees colocou um segundo R para dar mais sonoridade), Jackie Oliver (O), Dave Wass (W) e Tony Southgate (S) quando Oliver (já aposentado como piloto) e Southgate deixaram a equipe Shadow.

## Estreia na F-1 - a era Ford: 1978-1984
A equipe começou em Milton Keynes, na Inglaterra, e produziu seu primeiro carro de Fórmula 1 em apenas 53 dias. A Arrows assinou contrato com o italiano Riccardo Patrese, assim que ele conquistou pontos no GP dos EUA (Oeste), em Long Beach, na terceira corrida com o carro. Também em 1978, Patrese chegou a ser impedido de disputar o GP dos Estados Unidos devido ao seu envolvimento no acidente que matou o sueco Ronnie Peterson, em Monza - o italiano tocara no McLaren de James Hunt, e o inglês acertou o Lotus de Peterson. Antes, havia conquistado o primeiro pódio justamente no GP da Suécia, país natal de Peterson. 
Até 1981, Patrese foi o principal piloto da Arrows, tendo conquistado a única pole da equipe, novamente no GP dos EUA (Oeste). O desempenho do italiano, que superou seus companheiros de equipe (Rolf Stommelen, Jochen Mass, Mike Thackwell, Manfred Winkelhock, Siegfried Stohr e Jacques Villeneuve Sr.) com folga lhe renderam sua contratação pela equipe Brabham.

## BMW/Megatron e volta dos motores Ford: 1984-1990

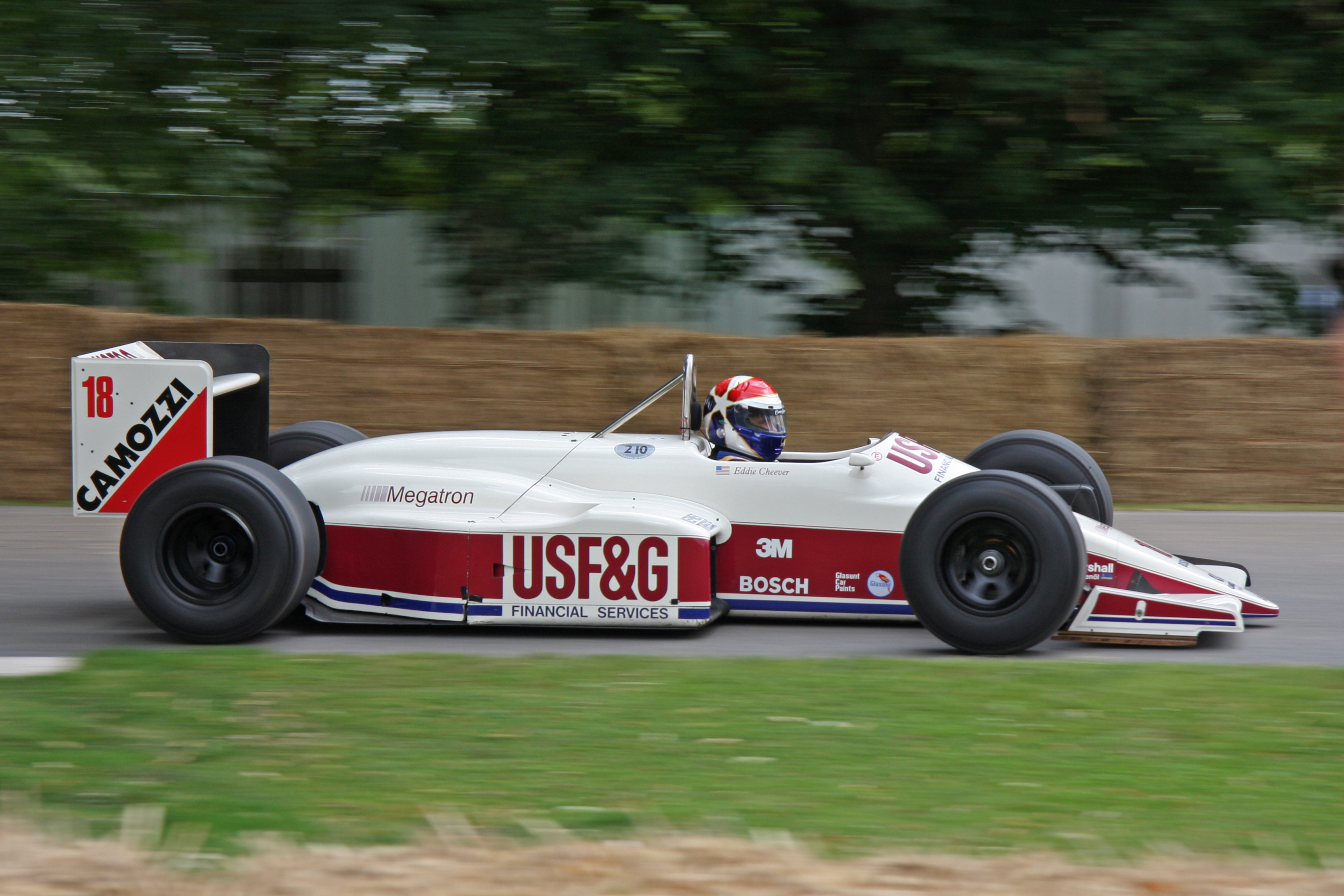
O Arrows A10, pilotado por Eddie Cheever e Derek Warwick nas temporadas de 1987 e 1988.

Em 1984, com motor BMW e patrocínio da empresa de cigarros Barclay, a equipe conseguiu o 9º lugar no campeonato de construtores (melhor resultado: quinto lugar de Thierry Boutsen em Ímola) e 8º no ano seguinte (melhor resultado: segundo lugar do próprio Boutsen na mesma pista, graças à desclassificação de Alain Prost - o belga havia cruzado a linha de chegada em terceiro). Em 1987 a BMW retirou seu apoio e o fornecimento oficial de motor, que foi rebatizado para Megatron. Mesmo assim, a equipe britânica teve suas melhores temporadas, terminando em 6º lugar, em 1987 (11 pontos), e 4º, em 1988 (23 pontos). O único pódio do time foi no GP dos Estados Unidos, quando Eddie Cheever chegou na terceira posição.
Nas temporadas de 1989 e 1990, a Arrows troca novamente os motores, que passariam a ser da Ford. Cheever e Derek Warwick, que defendiam a escuderia desde 1987, tiveram desempenho mediano, e novamente o americano obtêm o melhor resultado da Arrows, com um terceiro lugar no mesmo GP de seu país natal. O norte-irlandês Martin Donnelly disputa o GP da França no lugar de Warwick, terminando-o a 3 voltas atrás do vencedor, Alain Prost. A temporada seguinte foi para esquecer: com os italianos Michele Alboreto e Alex Caffi como pilotos (o alemão Bernd Schneider disputou apenas 2 provas, terminando em 12º em Phoenix e não conseguindo a vaga em Jerez), o time obteve apenas 2 pontos, graças ao quinto lugar de Caffi no GP de Mônaco.

## Período como Footwork: 1991-1996
Em 1990, a Arrows foi comprada pelo empresário japonês Wataru Ohashi, que mudou o nome para Footwork International Inc., mas o time seguiu com o nome original até o final da temporada, adotando sua nova nomenclatura no ano seguinte.

### 1991: o desastre com a Porsche
Em seu ano de estreia, Alboreto e Caffi permaneceram como pilotos da Footwork para a temporada. Com motores fornecidos pela Porsche, o time planejava ser campeão nessa temporada, mas os V12 utilizados eram pesados e pouco potentes. A fraqueza dos propulsores mostrou-se evidente: Caffi não se classificou para dez corridas (quatro com o Arrows A11-C, que era uma segunda atualização do carro de 1990), e ficou fora de outras quatro (Canadá, México, França e Grã-Bretanha), sendo substituído pelo sueco Stefan Johansson, que também não foi bem-sucedido (abandonou o GP canadense e não se classificou para três corridas), disputando apenas os GPs do Japão e da Austrália, chegando em 10º (melhor posição de chegada no ano) e 15º, respectivamente. Já Alboreto cruzou a linha de chegada em 15º no GP de Portugal, e em 13º na Austrália. Após as 6 primeiras corridas da temporada, a Footwork, desiludida com o péssimo desempenho dos motores Porsche, trocou-os pelos propulsores da Ford, que também não ajudaram muito: a equipe terminou o campeonato sem pontuar.

### 1992: Mugen
Para 1992, a Ford deixa de fornecer motores à Footwork, dando lugar à Mugen-Honda. Alboreto seguiu no time, e para o lugar deixado por Caffi, dispensado ao final da temporada anterior, foi contratado outro experiente piloto: o japonês Aguri Suzuki (ex-Larrousse). Com um novo chassi, batizado de FA13, o time melhorou consideravelmente seu desempenho em relação a 1991: Alboreto marcou 6 pontos, com 2 quintos lugares como melhor resultado no ano. Suzuki não pontuou, tendo inclusive não se classificado para 2 corridas.

### 1993: volta de Warwick
Em 1993, a Footwork recontratou Derek Warwick, então com 38 anos e que não guiava um carro da F-1 desde 1990, e renovou o contrato de Suzuki. Na Alemanha, o inglês sofreu um grave acidente no qual seu carro, já destruído, atravessa a pista, dá cinco saltos e decola em seguida. O inglês chegou a ser levado ao centro médico com parte da brita dentro de seu ouvido, mas não sofreu nenhuma lesão grave. Outro acidente marcante envolveu Suzuki, no Brasil: o japonês, vítima de aquaplanagem, bateu seu carro na reta dos boxes. No final, a Footwork marcaria quatro pontos (todos com Warwick), terminando o campeonato em 9º lugar.

### 1994: temporada razoável com Christian e Morbidelli

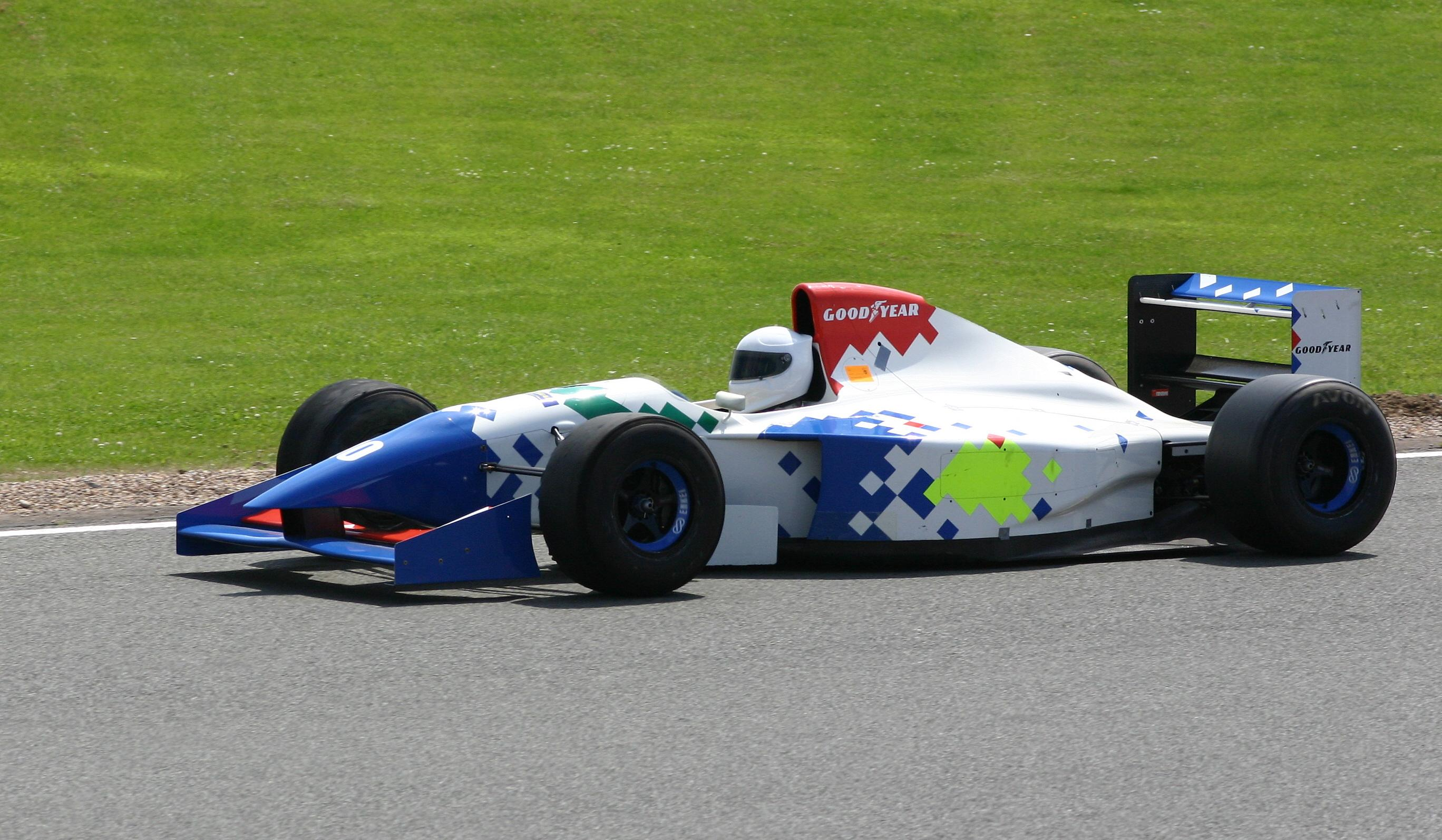
O Footwork FA15, carro da equipe em 1994, em um evento em Silverstone.

Em 1994, a Footwork voltou a usar motores da Ford, pouco mais de dois anos depois. Além disto, duas mudanças na equipe: Warwick deixaria a Fórmula 1 e Suzuki foi dispensado. A pintura também foi modificada: saíram o logotipo da Footwork e as faixas vermelhas na carroceria, dando lugar a detalhes em azul, vermelho e verde, no entanto o branco predominava no carro. Gianni Morbidelli e Christian Fittipaldi, os pilotos contratados, tiveram desempenho razoável no ano: no GP do Canadá, Christian foi desclassificado quando estava em sexto, e foi dele o melhor resultado da equipe no ano: um quarto lugar nos GPs do Pacífico e da Alemanha. Já Morbidelli teve como melhor classificação final um quinto lugar no mesmo GP alemão. Ao final do campeonato, a Footwork marcou 9 pontos - maior pontuação na história da escuderia, repetindo o 9º lugar na tabela de construtores.

### 1995: o primeiro pódio

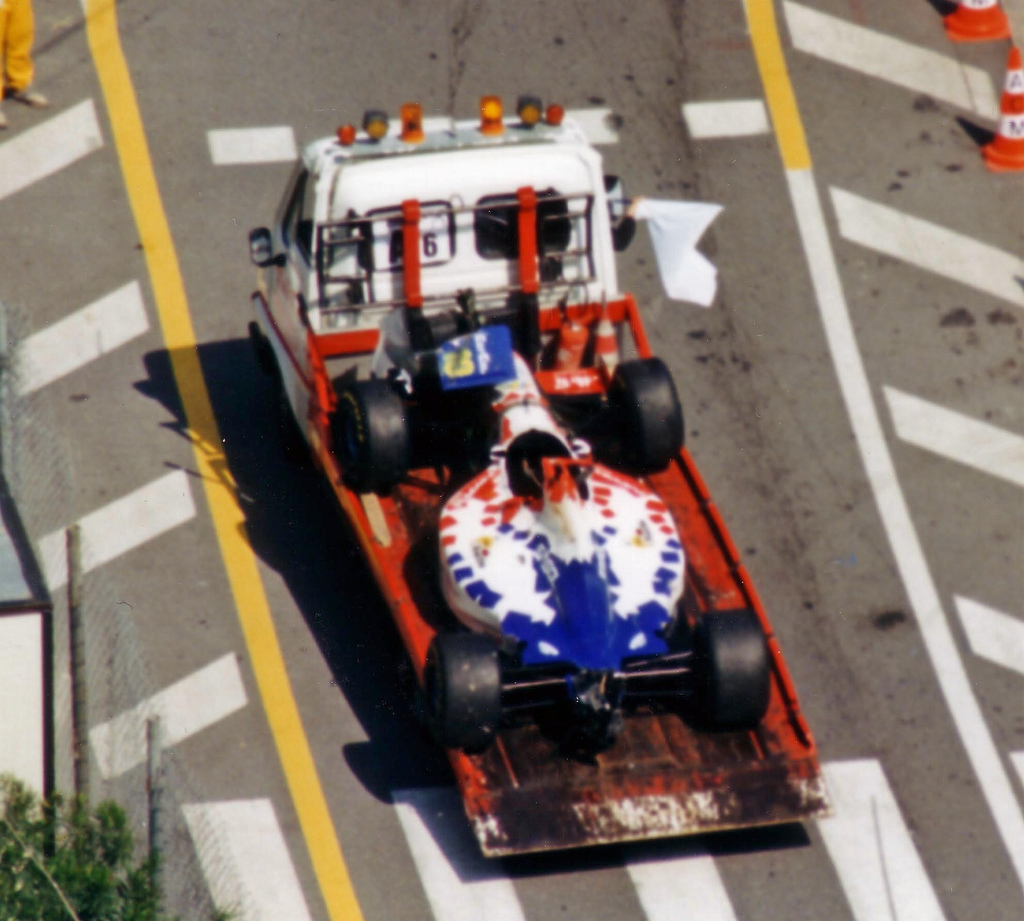
Taki Inoue sofreu um acidente bizarro em Mônaco, enquanto seu carro era rebocado.

Em 1995, Christian deixou a F-1 para correr na emergente CART, e Morbidelli seguiu na Footwork, novamente equipada com motores Hart. O japonês Taki Inoue, que correra o GP de seu país pela Simtek no ano anterior, foi contratado, e com ele um grande aporte financeiro. Após a etapa do Canadá, Morbidelli foi afastado por motivos de patrocínio, e o compatriota Max Papis assumiu a vaga. Inoue, que disputou a temporada inteira, ficou marcado por dois incidentes: após seu carro ser atingido pelo lendário piloto de rali Jean Ragnotti (que pilotava o safety-car), o monoposto capotou e o japonês teve que ser atendido, além do atropelamento na Hungria, após um princípio de incêndio - Inoue, depois de pegar o extintor de incêndio do fiscal, correu para atrás do FA16 para controlar o incêndio, mas um carro de socorro atropelou o japonês. Depois do GP da Europa, Papis cedeu seu cockpit novamente a Morbidelli, que, após largar de 13º, conquistou o único pódio de sua carreira e da história da equipe, ao chegar em terceiro na Austrália.

### 1996: última temporada como Footwork
A Footwork iniciou 1996 com Tom Walkinshaw adquirindo seu controle. Ele passou a controlar metade das ações, Peter Darnbrough ficava com 11% e Jackie Oliver com os 49% restantes. Com a saída de Morbidelli e Inoue, foram contratados o holandês Jos Verstappen (ex-Simtek e Benetton) e o brasileiro Ricardo Rosset, vice-campeão da Fórmula 3000 no ano anterior. Como a Footwork não vivia um bom momento em suas finanças, Verstappen e Rosset procuraram completar o orçamento do time com os respectivos patrocinadores. A equipe marcou apenas um ponto com Verstappen, no GP da Argentina, e o holandês suplantaria seu companheiro em todos os treinos classificatórios (16 a 0). Na Bélgica, Verstappen sofreu um grave acidente após o FA17 escapar em alta velocidade na curva Stavelot de Spa-Francorchamps. O carro bate violentamente na barreira de pneus e voa, mas o holandês saiu ileso, e o carro ficou bastante danificado.
No final do ano, a Footwork voltaria a se chamar Arrows, agora sob a gestão de Walkinshaw.

## Nova fase: 1997-1999

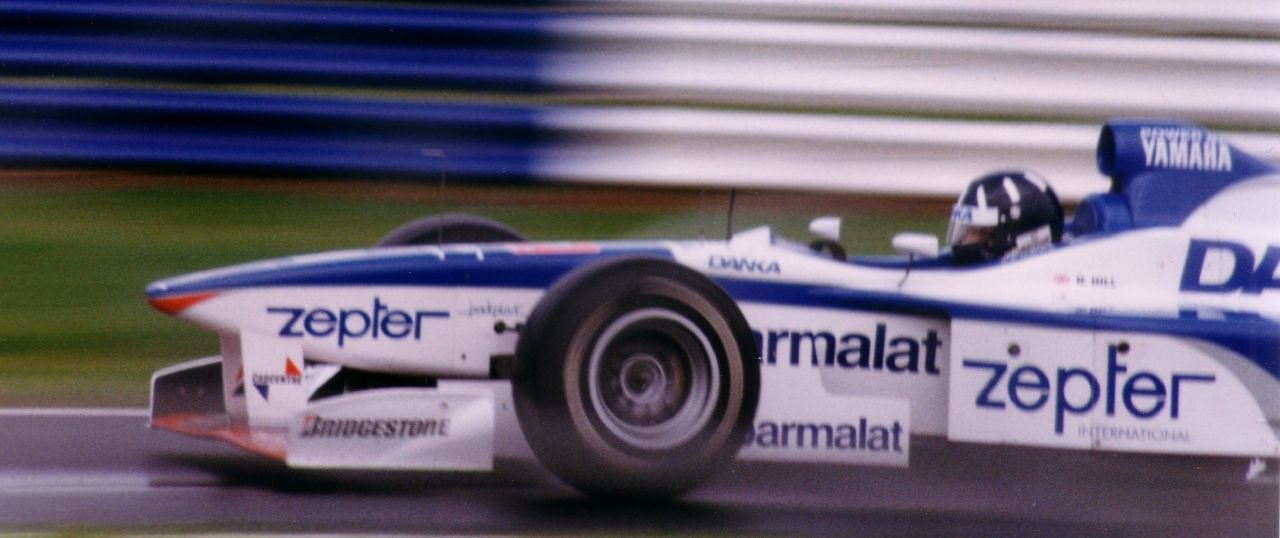
Damon Hill no GP da Grã-Bretanha de 1997.

Em março de 1996, Walkinshaw comprou parte das ações da equipe, e em setembro, anunciou a contratação do campeão mundial Damon Hill e, para pagar o alto salário do inglês, o milionário brasileiro Pedro Paulo Diniz (ex-Forti e Ligier) também seria contratado, para que levasse seus patrocinadores ao time. Esteve prestes a conquistar sua primeira vitória na F-1 no GP da Hungria: Hill, que largou em terceiro, liderava até a penúltima volta da prova, mas uma falha no câmbio impediu o feito, deixando a vitória para Jacques Villeneuve, relegando o inglês ao segundo posto. Nos anos seguintes, Walkinshaw comprou o resto das participações de Oliver. Brian Hart, que tem sido o fornecedor de motores desde 1995, foi contratado pela equipe para desenhar os motores da Yamaha e, em 1998, os motores batizados com o nome da equipe, que mantém Diniz e, para substituir Damon Hill, contratado pela Jordan, contrata o finlandês Mika Salo, que faz boa corrida em Mônaco e obtém um quarto lugar (melhor colocação do time no ano). Pedro Diniz também teria boa atuação, agora em Spa-Francorchamps, ao terminar em quinto.
Para 1999, a Arrows, que tinha contrato com Salo, dispensa o finlandês às vésperas do início da temporada e em seu lugar, contrata o espanhol Pedro de la Rosa, e para substituir Diniz (contratado pela Sauber), veio o japonês Toranosuke Takagi, egresso da Tyrrell. De la Rosa marca o único ponto do time de Walkinshaw logo em sua estreia, no GP da Austrália, e este ponto garante mais um nono lugar à Arrows.

## Altos e baixos: 2000-2001

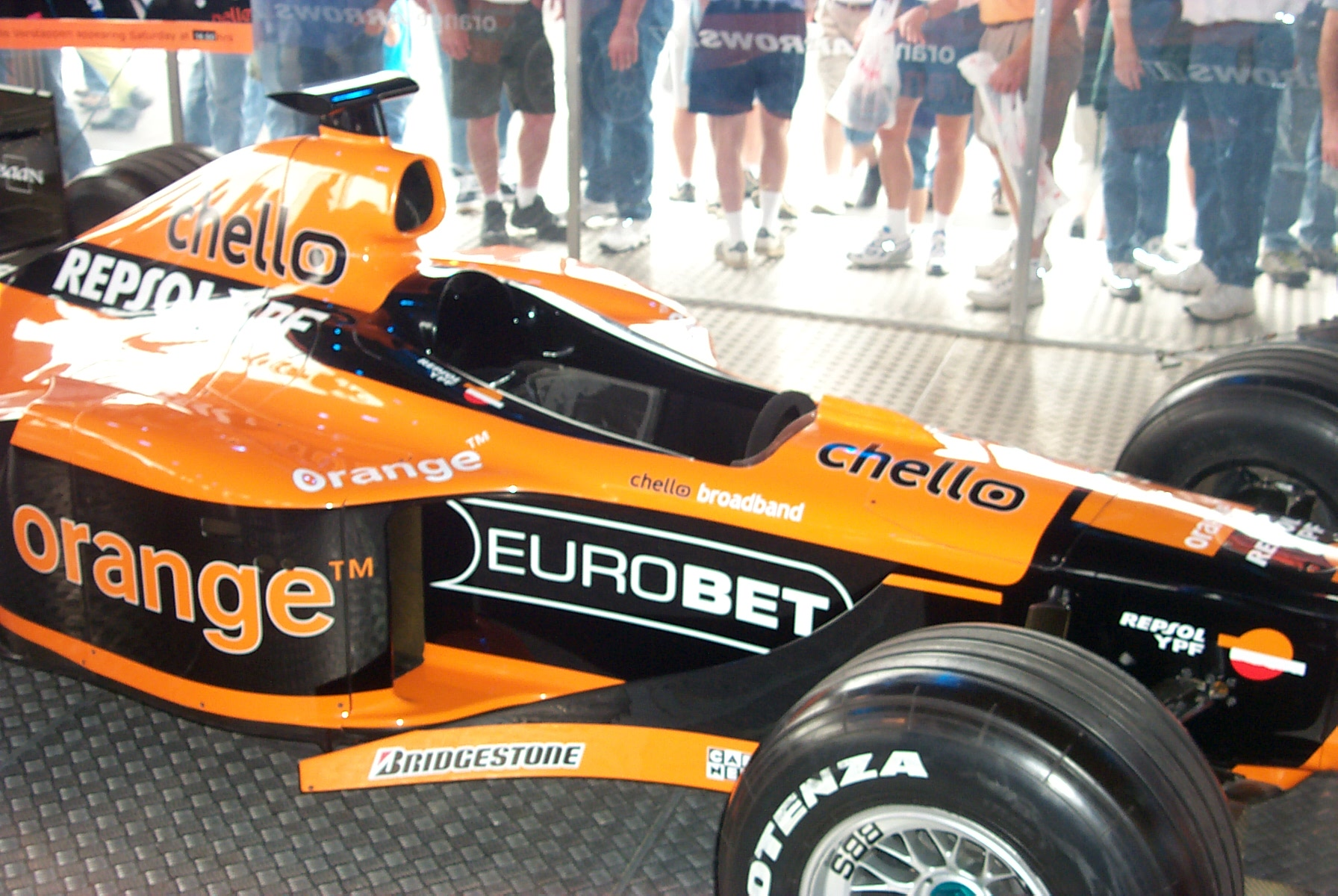
Arrows A21, guiado por Verstappen e De La Rosa em 2000.

Na temporada de 2000, Takagi é dispensado e o holandês Jos Verstappen acertaria seu retorno à Arrows, que mantém De la Rosa. Os chassis, batizados A21, eram equipados com motores Supertec, que se não era o motor mais potente, era muito bom e tinha sido desenvolvido um pouco mais para esta estação. Aliado a um pacote de aerodinâmica e boa retaguarda e estabilidade, ele permitiu ao A21 estabelecer, consistentemente, a melhor velocidade em linha reta nos circuitos. Tanto Verstappen quanto De la Rosa tinham sido competitivos dentro de um campo próximo, e o holandês marcaria cinco pontos, contra dois do espanhol, garantindo à Arrows o sétimo lugar no campeonato de construtores.
Com a mudança dos motores Supertec para os Asiatech V10 (que na verdade eram motores Peugeot recondicionados) e a perda de pessoal em 2001, a equipe teve um desempenho pior que o da temporada anterior, e Walkinshaw decidiu substituir De la Rosa pelo estreante brasileiro Enrique Bernoldi. A equipe lutou por toda a temporada, e Verstappen marcou os únicos pontos da equipe na Áustria, embora seu melhor desempenho no ano tenha ocorrido na Malásia, quando ele chegou a estar em terceiro lugar (Verstappen tinha decidido largar sem asa no carro em Sepang). Outro momento marcante aconteceria com Bernoldi em Monte Carlo: com um carro inferior, resistiu aos ataques de David Coulthard, que havia ficado parado no grid na volta de apresentação, por 35 voltas. O brasileiro chegou a ser repreendido por Ron Dennis, então manager da McLaren.

## A falência: 2002-2003

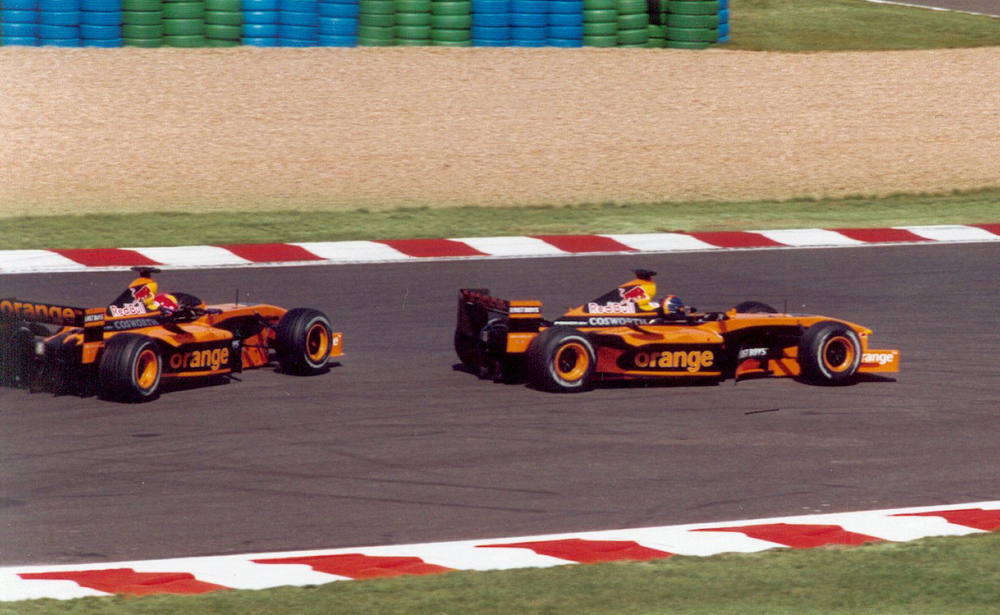
Heinz-Harald Frentzen e Enrique Bernoldi nos treinos para o GP da França. Ambos não se classificaram para o grid.

Em 2002, Tom Walkinshaw fez um acordo para usar motores Cosworth V10 e seguiria com Bernoldi (com o apoio da Red Bull), mas rescindiu o contrato de Verstappen. Para seu lugar, veio o experiente alemão Heinz-Harald Frentzen, disponível desde que a equipe Prost encerrou suas atividades no início do ano. Sem dinheiro no meio da temporada, não conseguiu aparecer em todas as corridas no final do ano (Bernoldi e Frentzen chegaram a ser desclassificados do GP da Austrália por terem recebido ajuda externa dos comissários de pista para retornarem à corrida). Como resultado, ela foi à liquidação no final da temporada. Um detalhe doloroso é que foi oferecido à Verstappen um contrato-teste naquele mesmo ano na Ferrari, mas o holandês recusou a oferta porque ele respeitara o contrato com a Arrows.
Outra consequência da liquidação no final da estação foi o fechamento da Tom Walkinshaw Racing. Um consórcio, liderado por Charles Nickerson, amigo de Walkinshaw, comprou o patrimônio da equipe, acreditando que, juntamente com a compra do espólio da Prost, ganharia entrada da temporada de 2003, mas foi barrado pela FIA. A equipe faliu no começo desse mesmo ano.
Os chassis e os direitos de propriedade intelectual pelo chassis foram mais tarde comprados por Paul Stoddart, e depois passados à equipe Minardi como um potencial substituto para o chassis de sua própria equipe. A equipe Super Aguri F1 comprou os carros de 2002 e utilizou como os SA05 durante as primeiras corridas da temporada de 2006 – eles também estão baseados da antiga fábrica da Arrows em Leafield.

## Pilotos
| Arrows   | Arrows                            | Arrows          | Arrows | Arrows                | Arrows                                                         | Arrows                          | Arrows                      |
| Ano      | Nome                              | Carro           | Pneus  | Motor                 | Pilotos                                                        | Pilotos de testes               | Classificação Pontos        |
| -------- | --------------------------------- | --------------- | ------ | --------------------- | -------------------------------------------------------------- | ------------------------------- | --------------------------- |
| 2002     | Orange Arrows                     | A23             | B      | Cosworth              | Heinz-Harald Frentzen Enrique Bernoldi                         |                                 | 11º lugar 2 pontos          |
| 2001     | Orange Arrows Asiatech            | A22             | B      | Asiatech              | Jos Verstappen Enrique Bernoldi                                | Johnny Herbert                  | 10º lugar 1 ponto           |
| 2000     | Arrows F1 Team                    | A21             | B      | Supertec              | Pedro de la Rosa Jos Verstappen                                | Mark Webber                     | 7º lugar 7 pontos           |
| 1999     | Repsol Arrows                     | A20             | B      | Arrows                | Pedro de la Rosa Toranosuke Takagi                             | Stephen Watson                  | 9º lugar 1 ponto            |
| 1998     | Danka Zepter Arrows               | A19             | B      | Arrows                | Pedro Paulo Diniz Mika Salo                                    | Emmanuel Collard Stephen Watson | 7º lugar 6 pontos           |
| 1997     | Danka Arrows Yamaha               | A18             | B      | Yamaha                | Damon Hill Pedro Paulo Diniz                                   | Jörg Müller                     | 8º lugar 9 pontos           |
| Arrows   |                                   |                 |        |                       |                                                                |                                 |                             |
| 1996     | Footwork Hart                     | FA17            | G      | Hart                  | Ricardo Rosset Jos Verstappen                                  |                                 | 9º lugar 1 ponto            |
| 1995     | Footwork Hart                     | FA16            | G      | Hart                  | Gianni Morbidelli Taki Inoue Massimiliano Papis                |                                 | 8º lugar 5 pontos           |
| 1994     | Footwork Ford                     | FA15            | G      | Ford                  | Christian Fittipaldi Gianni Morbidelli                         |                                 | 9º lugar 9 pontos           |
| 1993     | Footwork Mugen Honda              | FA13B FA14      | G      | Mugen-Honda           | Derek Warwick Aguri Suzuki                                     | David Brabham Ukyo Katayama     | 9º lugar 4 pontos           |
| 1992     | Footwork Mugen Honda              | FA13            | G      | Mugen-Honda           | Michele Alboreto Aguri Suzuki                                  |                                 | 7º lugar 6 pontos           |
| 1991     | Footwork Grand Prix International | A11C FA12 FA12C | G      | Porsche Ford Cosworth | Michele Alboreto Alex Caffi Stefan Johansson                   |                                 | NC (17º lugar) nenhum ponto |
| Footwork |                                   |                 |        |                       |                                                                |                                 |                             |
| 1990     | Footwork Arrows Racing            | A11             | G      | Ford Cosworth         | Michele Alboreto Bernd Schneider Martin Donnelly               |                                 | 7º lugar 13 pontos          |
| 1989     | Arrows Grand Prix International   | A11             | G      | Ford Cosworth         | Derek Warwick Eddie Cheever Martin Donnelly                    |                                 | 7º lugar 13 pontos          |
| 1988     | USF&G Arrows Megatron             | A10B            | G      | Megatron              | Derek Warwick Eddie Cheever                                    |                                 | 5º lugar 23 pontos          |
| 1987     | USF&G Arrows Megatron             | A10             | G      | Megatron              | Derek Warwick Eddie Cheever                                    |                                 | 7º lugar 11 pontos          |
| 1986     | Barclay Arrows BMW                | A8 A9           | G      | BMW                   | Marc Surer Thierry Boutsen Christian Danner                    | Jari Nurminen                   | 10º lugar 1 ponto           |
| 1985     | Barclay Arrows BMW                | A8              | G      | BMW                   | Gerhard Berger Thierry Boutsen                                 |                                 | 8º lugar 14 pontos          |
| 1984     | Barclay Nordica Arrows            | A6 A7           | G      | Ford Cosworth BMW     | Marc Surer Thierry Boutsen                                     |                                 | 9º lugar 6 pontos           |
| 1983     | Arrows Racing Team                | A6              | G      | Ford Cosworth         | Marc Surer Chico Serra Alan Jones Thierry Boutsen              |                                 | 10º lugar 4 pontos          |
| 1982     | Arrows Racing Team                | A4 A5           | P      | Ford Cosworth         | Brian Henton Mauro Baldi Marc Surer                            |                                 | 10º lugar 5 pontos          |
| 1981     | Ragno Arrows Beta Racing Team     | A3              | M P    | Ford Cosworth         | Riccardo Patrese Siegfried Stohr Jacques Villeneuve Sr.        |                                 | 8º lugar 10 pontos          |
| 1980     | Warsteiner Arrows Racing Team     | A3              | G      | Ford Cosworth         | Riccardo Patrese Jochen Mass Mike Thackwell Manfred Winkelhock |                                 | 7º lugar 11 pontos          |
| 1979     | Warsteiner Arrows Racing Team     | A1B A2          | G      | Ford Cosworth         | Riccardo Patrese Jochen Mass                                   |                                 | 9° lugar 5 pontos           |
| 1978     | Warsteiner Arrows Racing Team     | FA1 A2          | G      | Ford Cosworth         | Riccardo Patrese Rolf Stommelen                                |                                 | 10° lugar 11 pontos         |
| Arrows   |                                   |                 |        |                       |                                                                |                                 |                             |

## Principais pilotos
- Riccardo Patrese - Depois de ter feito sua estreia na F-1 pela equipe Shadow, o italiano foi contratado pela Arrows para a temporada de 1978. Foi o responsável pela única pole da escuderia, no GP dos EUA (Oeste) EM 1980, e também pelo primeiro pódio.
- Thierry Boutsen - O belga estreou na Fórmula 1 substituindo o brasileiro Chico Serra, e não conseguiu pontuar em seu primeiro ano na categoria. Seu melhor resultado em 4 temporadas foi um segundo lugar no GP de San Marino de 1985, depois que Alain Prost foi desclassificado.
- Derek Warwick - Dispensado da Brabham após a temporada de 1986, o inglês disputaria 3 campeonatos pela Arrows e um pela Footwork. Seu melhor resultado foi um quarto lugar, obtido 4 vezes. Saiu da F-1 no final de 1993, aos 39 anos, estigmatizado pelo grave acidente na Alemanha, onde capotou seu carro.
- Eddie Cheever - Também disputou 3 temporadas pela Arrows, conquistando 2 terceiros lugares.
- Michele Alboreto - Alboreto, já em final de carreira, disputou duas temporadas pela Footwork (em 1990, quando a equipe usava o nome original, e em 1991, já com a nova denominação), marcando 6 pontos.
- Alex Caffi - Caffi também correu pela Footwork em 1991, não se classificando para 10 corridas. Um quinto lugar em Mônaco foi o melhor resultado que teve durante sua passagem pelo time.
- Stefan Johansson - Também na parte final de sua carreira na Fórmula 1, Johansson disputou apenas o GP do Canadá como substituto de Caffi. Ele não se classificou para outras 3 provas em que foi inscrito, e deixou a categoria para disputar a CART em 1992.
- Aguri Suzuki - O piloto japonês competiu entre 1991 e 1993 na Footwork, não pontuando em nenhuma das corridas em que esteve presente.
- Christian Fittipaldi - O sobrinho de Emerson Fittipaldi foi o maior pontuador da Footwork, ao lado de Alboreto (seis pontos).
- Gianni Morbidelli - Em duas temporadas na equipe, o italiano teve como melhor resultado o pódio no GP da Austrália, único da história da escuderia.
- Max Papis - Conhecido por suas atuações na CART entre 1996 e 2003, Papis disputou sete corridas pela Footwork em 1995, não pontuando em nenhuma delas.
- Taki Inoue - O japonês tornou-se conhecido por ter seu carro acertado pelo safety-car em Mônaco e por ser atropelado por um carro de socorro em Hungaroring. Um oitavo lugar, conquistado no GP da Itália, foi seu melhor resultado na equipe e também na Fórmula 1.
- Ricardo Rosset - Vice-campeão da F-3000 em 1995, o brasileiro foi superado nos 16 treinos de classificação da temporada por seu companheiro Jos Verstappen, não tendo marcado nenhum ponto durante sua passagem no time.
- Jos Verstappen - Marcou o último ponto da Footwork no GP da Argentina, além de ter superado com folga seu companheiro Ricardo Rosset nos treinos de classificação em 1996. Ficou marcado ainda pelo forte acidente sofrido no GP da Bélgica. Voltaria à Arrows em 2000, disputando 2 temporadas com altos e baixos.
- Damon Hill - Surpreendentemente demitido pela Williams, o filho de Graham Hill participou apenas da temporada de 1997 pela Arrows. Destacou-se ao quase vencer o GP da Hungria, porém um problema em seu carro impediu a primeira vitória da equipe.
- Mika Salo - O finlandês que disputara a temporada anterior pela Tyrrell obteve um expressivo quarto lugar no GP de Mônaco. Ele ainda estava sob contrato em 1999, mas foi preterido em favor de Pedro de la Rosa e ficou sem vaga (ainda participou como substituto de Ricardo Zonta e Michael Schumacher em BAR e Ferrari, respectivamente).

## Estatísticas da equipe
- GPs disputados: 465 (446 largadas)
- Vitórias: 0
- Poles: 1 (com Riccardo Patrese, no GP dos EUA-Oeste de 1981)
- Pódios: 9 (4 com Riccardo Patrese, dois com Eddie Cheever, um com Thierry Boutsen, um com Damon Hill, um com Gianni Morbidelli)
- Primeira corrida: GP do Brasil, 1978
- Última corrida: GP da Alemanha, 2002